# Свит Хоум (Орегон)
Свит Хоум (енгл. Sweet Home) град је у америчкој савезној држави Орегон.

## Демографија
По попису из 2010. године број становника је 8.925, што је 909 (11,3%) становника више него 2000. године.
| Група             | 2000.         | 2010.         |
| Белци             | 7.392 (92,2%) | 8.083 (90,6%) |
| Афроамериканци    | 20 (0,2%)     | 23 (0,3%)     |
| Азијати           | 49 (0,6%)     | 72 (0,8%)     |
| Хиспаноамериканци | 248 (3,1%)    | 418 (4,7%)    |
| Укупно            | 8.016         | 8.925         |